# 에다노촌
에다노촌(枝野村)은 1954년까지 미야기현 이구군의 이부쿠마강 동안에 있던 촌이다. 현재의 가쿠다시에 해당한다. 

## 역사
- 1889년 4월 1일 - 정촌제 시행과 함께 에다노촌이 성립하였다.
- 1954년 10월 1일：가쿠다 정, 이구 군 후지오 촌, 히가시네 촌, 사쿠라 촌, 기타고 촌, 니시네 촌과 합병해 가쿠다정이 되었다.

## 참고문헌
- 『角田町郷土誌』（宮城県伊具郡角田町、1956）
- 『宮城県町村合併誌』（宮城県地方課、1958）
- 『角田市史』2 通史編下（宮城県角田市、1986）